# Les Moulins
A Regionalidade Municipal do Condado de Les Moulins está situada na região de Lanaudière na província canadense de Quebec. Com uma área de mais de duzentos e sessenta quilómetros quadrados, tem, segundo o censo de 2006, uma população de cerca de cento e vinte mil pessoas sendo comandada pela cidade de Terrebonne. Ela é composta por 2 cidades.

## Municipalidades

### Cidades
- Mascouche
- Terrebonne